# Roberts (Illinois)
Roberts és una població dels Estats Units a l'estat d'Illinois. Segons el cens del tenia 387 habitants.

## Demografia
Segons el cens del 2000, Roberts tenia 387 habitants, 169 habitatges, i 103 famílies. La densitat de població era de 287,3 habitants/km².
Dels 169 habitatges en un 24,9% hi vivien nens de menys de 18 anys, en un 53,3% hi vivien parelles casades, en un 7,7% dones solteres, i en un 38,5% no eren unitats familiars. En el 33,7% dels habitatges hi vivien persones soles el 21,9% de les quals corresponia a persones de 65 anys o més que vivien soles. El nombre mitjà de persones vivint en cada habitatge era de 2,29 i el nombre mitjà de persones que vivien en cada família era de 2,99.
Per edats la població es repartia de la següent manera: un 23,8% tenia menys de 18 anys, un 5,4% entre 18 i 24, un 25,8% entre 25 i 44, un 23% de 45 a 60 i un 22% 65 anys o més.
L'edat mediana era de 42 anys. Per cada 100 dones de 18 o més anys hi havia 82,1 homes.
La renda mediana per habitatge era de 32.321 $ i la renda mediana per família de 50.000 $. Els homes tenien una renda mediana de 31.250 $ mentre que les dones 21.875 $. La renda per capita de la població era de 17.926 $. Aproximadament el 5% de les famílies i el 7,5% de la població estaven per davall del llindar de pobresa.

## Poblacions més properes
El següent diagrama mostra les poblacions més properes.